# Адриана (име)
Вижте пояснителната страница за други значения на Адриана.
Адриана или Адрияна е женско лично име с латински произход, женската версия на Адриан (Adrian). Други разновидности на името в България са Адреана, Адреяна и Андриана.
На латински мъжкото име звучи като Adrianus или Hadrianus и означава буквално „от Адрия/Хадрия“ (Adria/Hadria) – античният град Адрия, днешен Атри (Южна Италия), както и Адрия (северна Италия), като първият вероятно е колония на втория. Не е напълно ясно от името на кой от двата града произлизат имената Адриан и Адриана изначално, като това на император Адриан произлиза от днешен Атри. Първоначално, името произлиза от Адрия, името на най-големия канал на река По съществувал в Античността, който е дал името на градовете, както и на Адриатическо море. Произходът на значението е от старогръцката дума άδρος („адрос“), в смисъл на „богат“, „голям“, „значителен“, „здрав“, „силен“, „красив“, „щедър“.
Според православния календар носещите името в България празнуват имен ден на 26 август, денят на Св. мчци Адриан и Наталия.

## Исторически личности
- Адриана Криспо – гръцка владетелка на Цикладите (16 в.)

## Известни българи
- Адриана Будевска – българска актриса (1878 – 1955)
- Адриана Дунавска – българска състезателка по художествена гимнастика и олимпийска медалистка (* 1969 г.)
- Адриана Николова – българска шахматистка и гросмайстор (* 1988 г.)
- Адриана Николова – Печенката – двукратен световен шампион по бийтбокс[4] (* 1994 г.)

## Други известни личности
- Адриана Асти – италианска актриса (* 1933 г.)
- Адриана Барбу – румънска бегачка на дълги разстояния (* 1961 г.)
- Адриана Йохана Хаанен – холандска художничка (1814 – 1895)
- Адриана Карембеу (родена Скленарикова) – словашка актриса и модел (* 1971 г.)
- Адриана Лима – бразилски супермодел (* 1981 г.)
- Адриана Казелоти – американска актриса и певица (1916 – 1997)
- Адриана Тригиани – американска писателка, телевизионен продуцент и филмов режисьор (* 1970 г.)
- Адриана Фонсека – мексиканска актриса (* 1979 г.)